# Great Big Seas diskografi
Great Big Sea var et canadisk folkrockband, der blev dannet i 1993 og eksisterede frem til 2013. Deres diskografi består af ni studiealbum, tre live-album og tre opsamlingsalbum. Gruppen nåede at udgive 28 singler.

## Studiealbum
| Titel                                            | Detaljer                                                                                      | Højeste hitlisteplacering | Højeste hitlisteplacering | Højeste hitlisteplacering | Certificeringer  |
| Titel                                            | Detaljer                                                                                      | CAN                       | US                        | US Heat                   | Certificeringer  |
| ------------------------------------------------ | --------------------------------------------------------------------------------------------- | ------------------------- | ------------------------- | ------------------------- | ---------------- |
| Great Big Sea                                    | - Udgivet: 13. marts 13, 1993 - Pladeselskab: NRA Productions - Format: Kassettebånd, CD      | —                         | —                         | —                         | - CAN: Guld      |
| Up                                               | - Udgivet: 12. september, 1995 - Pladeselskab: Warner Music Canada - Format: Kassettebånd, CD | 45                        | —                         | —                         | - CAN: 4× Platin |
| Play                                             | - Udgivet: 20. maj, 1997 - Pladeselskab: Warner Music Canada - Format: Kassettebånd, CD       | 9                         | —                         | —                         | - CAN: 3× Platin |
| Turn                                             | - Udgivet: 22. juni, 1999 - Pladeselskab: Warner Music Canada - Format: Kassettebånd, CD      | 9                         | —                         | —                         | - CAN: Platin    |
| Sea of No Cares                                  | - Udgivet: 19. februar 19, 2002 - Pladeselskab: Warner Music Canada - Format: CD              | 1                         | —                         | —                         | - CAN: Platin    |
| Something Beautiful*                             | - Udgivet: 24. februar, 2004 - Pladeselskab: Warner Music Canada - Format: CD                 | 4                         | —                         | —                         | - CAN: Guld      |
| The Hard and The Easy                            | - Udgivet: 11. oktober, 2005 - Pladeselskab: Warner Music Canada - Format: CD                 | 3                         | —                         | —                         | - CAN: Guld      |
| Fortune's Favour                                 | - Udgivet: 24. juni, 2008 - Pladeselskab: Warner Music Canada - Format: CD, Vinyl             | 5                         | —                         | 49                        | - CAN: Guld      |
| Safe Upon the Shore                              | - Udgivet: 13. juli, 2010 - Pladeselskab: Warner Music Canada - Format: CD                    | 2                         | 159                       | 4                         | - CAN: Guld      |
| "—" Indikerer at udgivelsen ikke nåede hitlisten |                                                                                               |                           |                           |                           |                  |

## Opsamlingsalbum
| Rant and Roar                                    | - Udgivet: 2. juni, 1998 - Pladeselskab: Sire Records - Format: Kassettebånd, CD | —  |             |
| XX                                               | - Udgivet: 30. oktober, 2012 - Pladeselskab: Warner Music Canada - Format: CD    | 11 | - CAN: Guld |
| XX (box set)                                     | - Udgivet: 30. oktober, 2012 - Pladeselskab: Warner Music Canada - Format: CD    | —  |             |
| "—" Indikerer at udgivelsen ikke nåede hitlisten |                                                                                  |    |             |

## Livealbum
| Titel                                            | Detaljer                                                                                    | Højeste hitlisteplacering | Certificering |
| Titel                                            | Detaljer                                                                                    | CAN                       | Certificering |
| ------------------------------------------------ | ------------------------------------------------------------------------------------------- | ------------------------- | ------------- |
| Road Rage                                        | - Udgivet: 31. oktober, 2000 - Pladeselskab: Warner Music Canada - Format: Kassettebånd, CD | 9                         | - CAN: Guld   |
| Great Big DVD and CD                             | - Udgivet: 12. oktober, 2004 - Pladeselskab: Zoë Records - Format: CD, DVD                  | —                         |               |
| Courage & Patience & Grit                        | - Udgivet: 21. november, 2006 - Pladeselskab: Warner Music Canada - Format: CD, DVD         | 52                        |               |
| "—" Indikerer at udgivelsen ikke nåede hitlisten |                                                                                             |                           |               |

## Singler

### 1990’erne
| År                                               | Single                                       | Højeste hitlisteplacering | Højeste hitlisteplacering | Album               |
| År                                               | Single                                       | CAN AC                    | CAN                       | Album               |
| ------------------------------------------------ | -------------------------------------------- | ------------------------- | ------------------------- | ------------------- |
| 1995                                             | "Run Runaway"                                | —                         | —                         | Up                  |
| 1996                                             | "Fast as I Can"                              | 46                        | 40                        | Up                  |
| 1996                                             | "Mari-Mac"                                   | —                         | —                         | Up                  |
| 1996                                             | "Goin' Up"                                   | 53                        | 70                        | Up                  |
| 1997                                             | "When I'm Up (I Can't Get Down)"             | 13                        | 6                         | Play                |
| 1997                                             | "Ordinary Day"                               | 3                         | 30                        | Play                |
| 1998                                             | "End of the World"                           | 9                         | 24                        | Play                |
| 1998                                             | "Lukey"                                      | —                         | —                         | Fire in the Kitchen |
| 1998                                             | "How Did We Get from Saying 'I Love You'..." | 23                        | —                         | Play                |
| 1999                                             | "Consequence Free"                           | 7                         | 18                        | Turn                |
| 1999                                             | "Feel It Turn"                               | 38                        | 65                        | Turn                |
| "—" Indikerer at udgivelsen ikke nåede hitlisten |                                              |                           |                           |                     |

### 2000’erne
| År                                               | Single                                           | Højeste hitlitseplacering | Album                     |
| År                                               | Single                                           | CAN                       | Album                     |
| ------------------------------------------------ | ------------------------------------------------ | ------------------------- | ------------------------- |
| 2000                                             | "Can't Stop Falling"                             | —                         | Turn                      |
| 2000                                             | "Everything Shines"                              | —                         | Road Rage                 |
| 2002                                             | "Sea of No Cares"                                | 22                        | Sea of No Cares           |
| 2002                                             | "Stumbling In"                                   | 56                        | Sea of No Cares           |
| 2002                                             | "Clearest Indication"                            | —                         | Sea of No Cares           |
| 2003                                             | "Penelope"                                       | —                         | Sea of No Cares           |
| 2004                                             | "When I Am King"                                 | —                         | Something Beautiful*      |
| 2004                                             | "Shines Right Through Me"                        | —                         | Something Beautiful*      |
| 2005                                             | "Captain Kidd"                                   | —                         | The Hard and the Easy     |
| 2006                                             | "Come and I Will Sing You (The Twelve Apostles)" | —                         | The Hard and the Easy     |
| 2006                                             | "Sea of No Cares" (live)                         | —                         | Courage & Patience & Grit |
| 2008                                             | "Walk on the Moon"                               | 86                        | Fortune's Favour          |
| 2008                                             | "Love Me Tonight"                                | —                         | Fortune's Favour          |
| 2009                                             | "Here and Now"                                   | —                         | Fortune's Favour          |
| "—" Indikerer at udgivelsen ikke nåede hitlisten |                                                  |                           |                           |

### 2010’erne
| År   | Single               | Album               |
| ---- | -------------------- | ------------------- |
| 2010 | "Nothing but a Song" | Safe Upon the Shore |
| 2010 | "Good People"        | Safe Upon the Shore |
| 2012 | "Heart of Hearts"    | XX                  |

## DVD
| År   | Album                     | CRIA     |
| ---- | ------------------------- | -------- |
| 2003 | Great Big DVD             | 3xPlatin |
| 2006 | Courage & Patience & Grit |          |

## Andre udgivelser
- 2005: Podcasts
- 2006: Podcasts
- 2007: Podcasts